# Bănia
Bănia è un comune della Romania di 2046 abitanti, ubicato nel distretto di Caraș-Severin, nella regione storica del Banato.
Il comune è formato dall'unione di 2 villaggi: Bănia e Gîrbovăț.